# Kruszwica
Kruszwica (deutsch Kruschwitz, älter auch Kruswick) ist eine Stadt im Powiat Inowrocławski (Hohensalzaer Kreis) der polnischen Woiwodschaft Kujawien-Pommern. Sie ist historisch bedeutend und Sitz der gleichnamigen Stadt-und-Land-Gemeinde mit etwa 19.600 Einwohnern.

## Geographische Lage
Die Stadt liegt in der historischen Region Kujawien, 14 Kilometer südöstlich der Stadt Inowrocław (deutsch Hohensalza) in der Gnesener Seenplatte (poln. Pojezierze Gnieźnieńskie) am nördlichen Ende des von der Netze durchflossenen großen Goplosees (Jezioro Gopło), und zwar an der Stelle, an der die Netze den See verlässt und in Richtung Bydgoszcz (deutsch Bromberg) im Norden weiterfließt. In etwa zwei Kilometern Entfernung von der Stadt entspringt der Fluss Montwy. Die Stadt ist von Waldgebieten umgeben.

## Geschichte
|  |

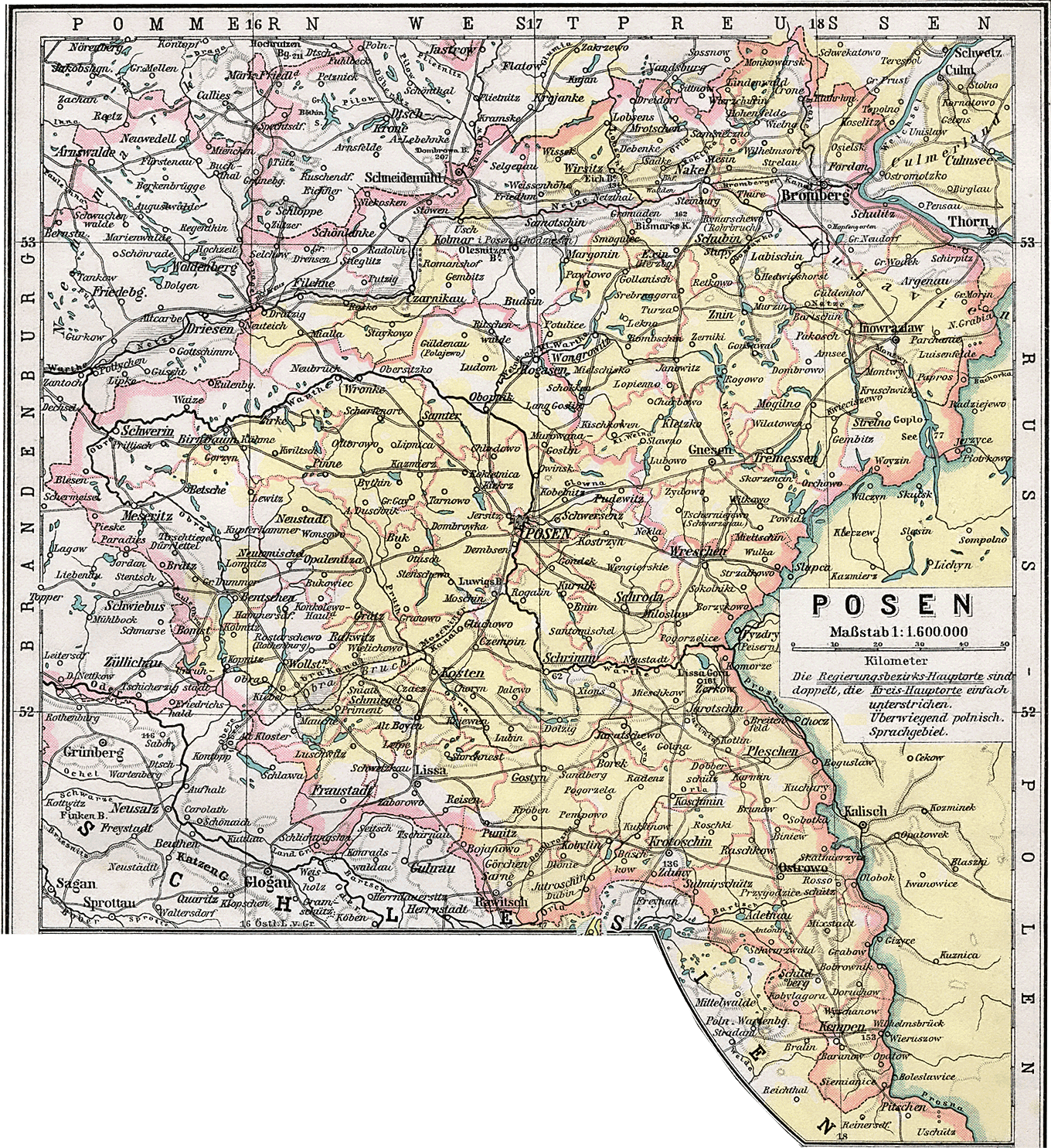
Kruschwitz südlich der Stadt Bromberg und südlich der Stadt Inowrazlaw auf einer Landkarte der Provinz Posen von 1905 (gelb markierte Flächen kennzeichnen Gebiete mit seinerzeit mehrheitlich polnischsprachiger Bevölkerung)

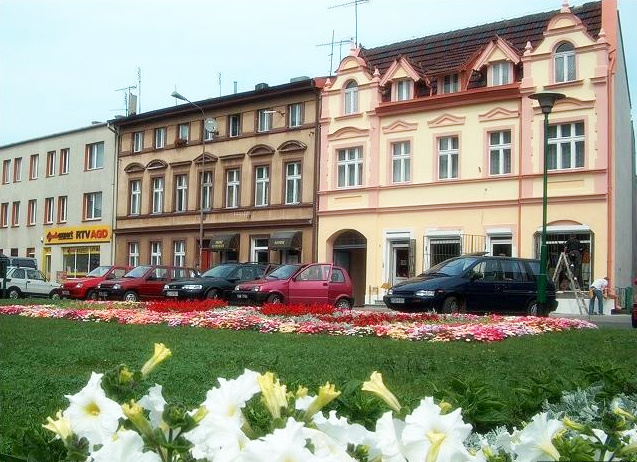
Häuserreihe am Marktplatz

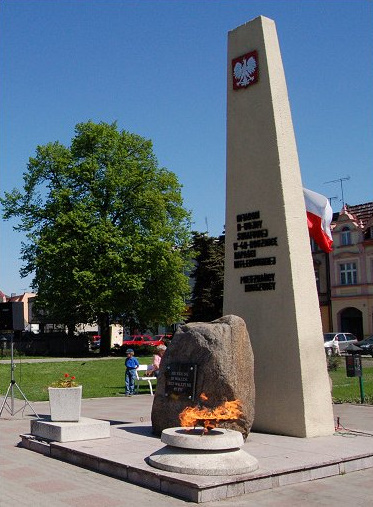
Denkmal für die Opfer des Zweiten Weltkriegs, errichtet zum 40. Jahrestag des deutschen Überfalls,
Marktplatz

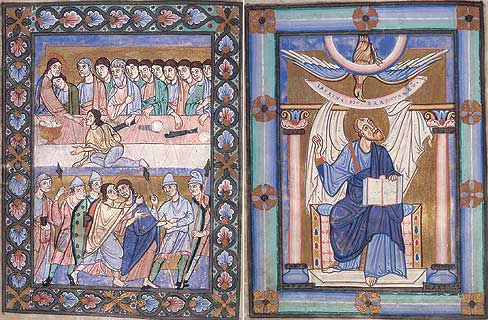
Evangeliar von Kruszwica

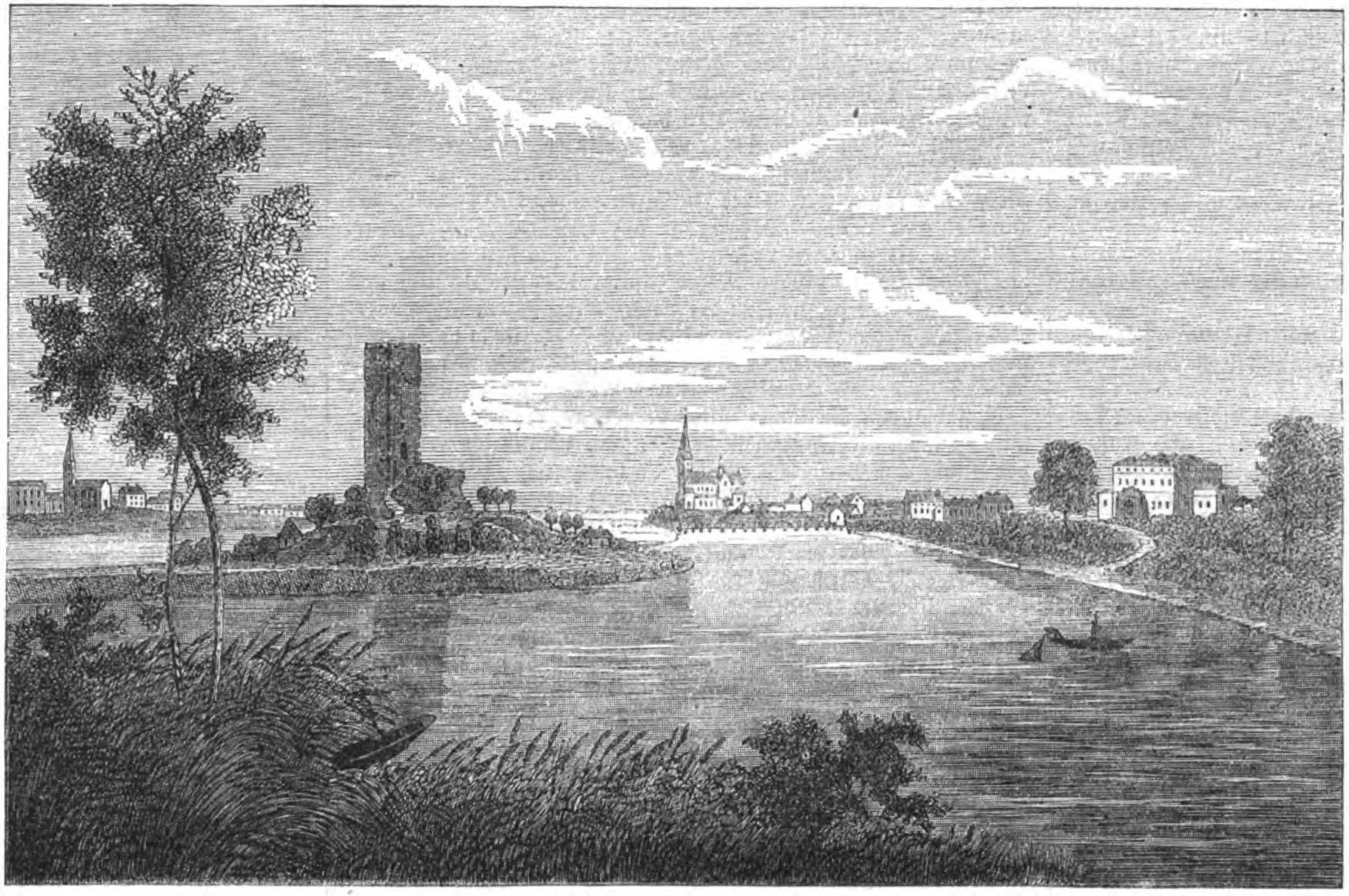
Mäuseturm im Jahr 1866

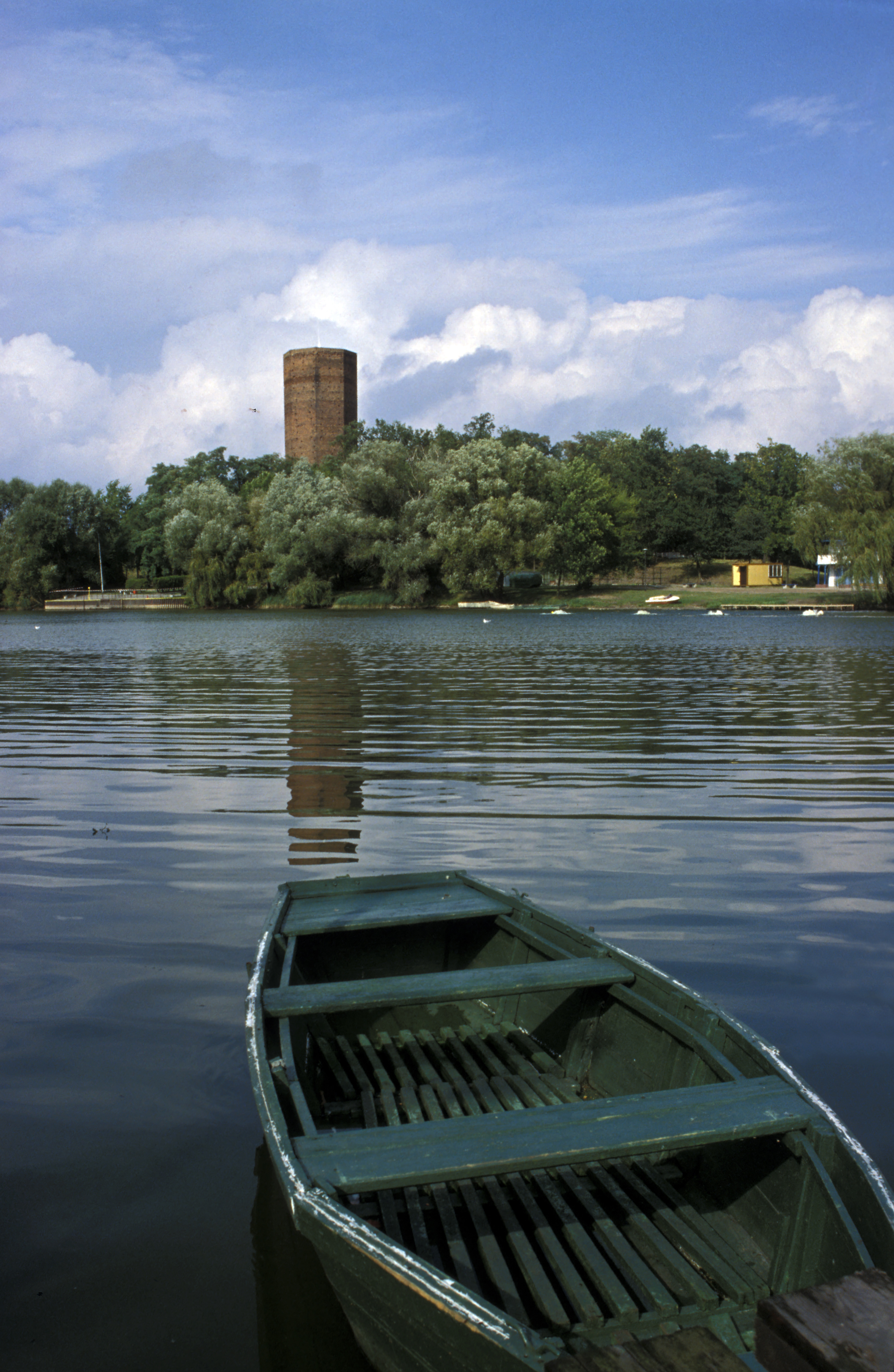
Mäuseturm heute

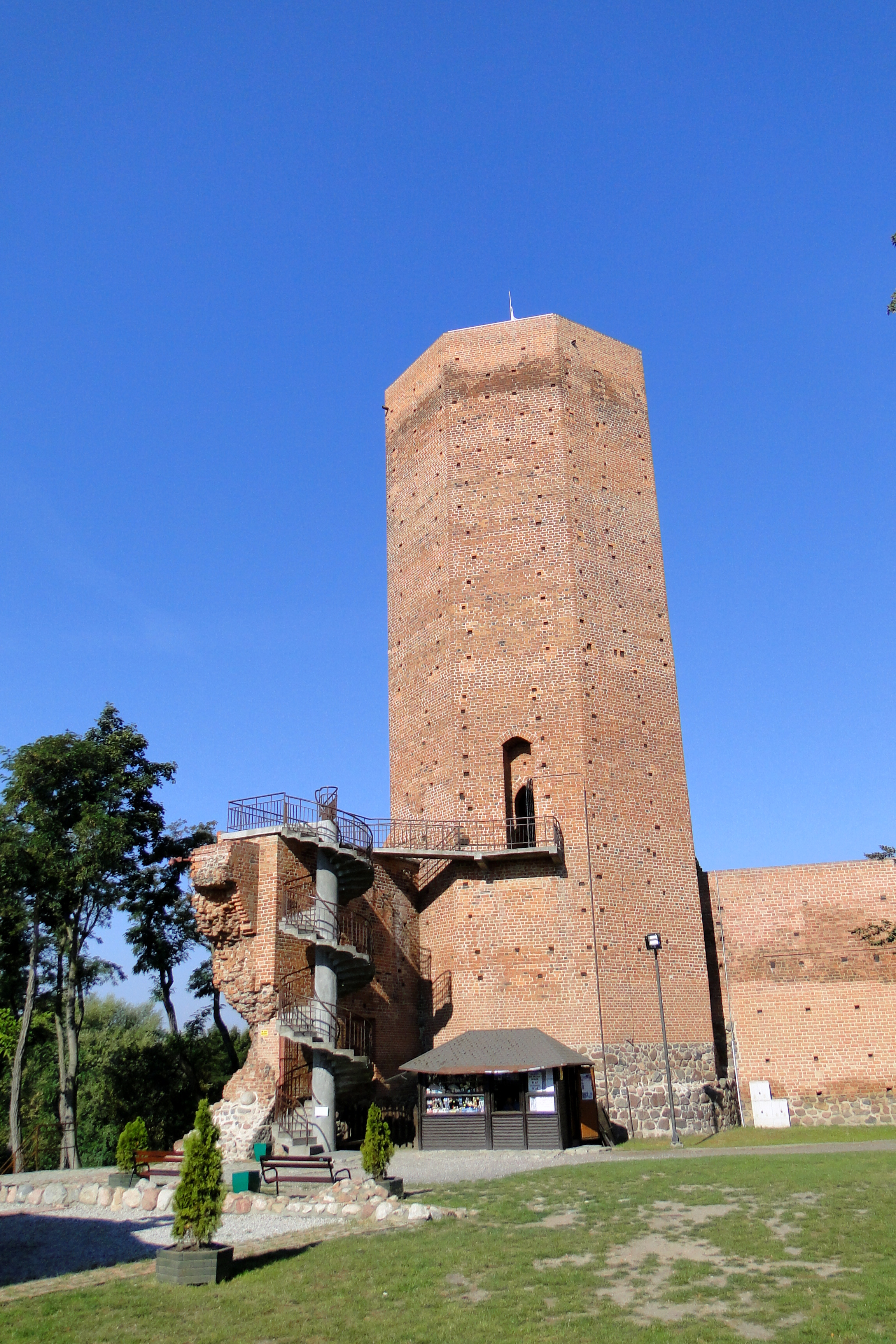
Ruine des Mäuseturms

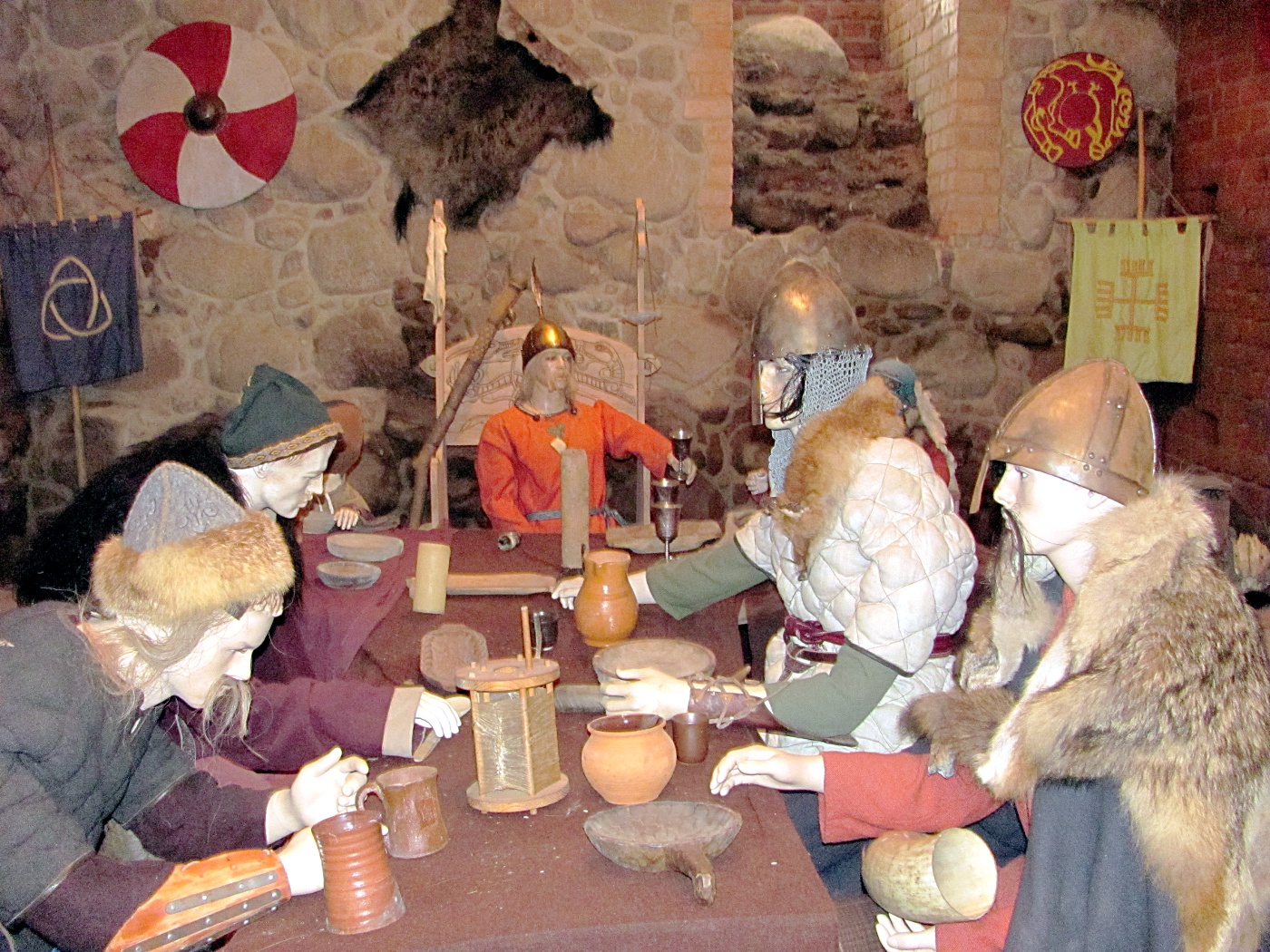
Ständige Ausstellung im Mäuseturm

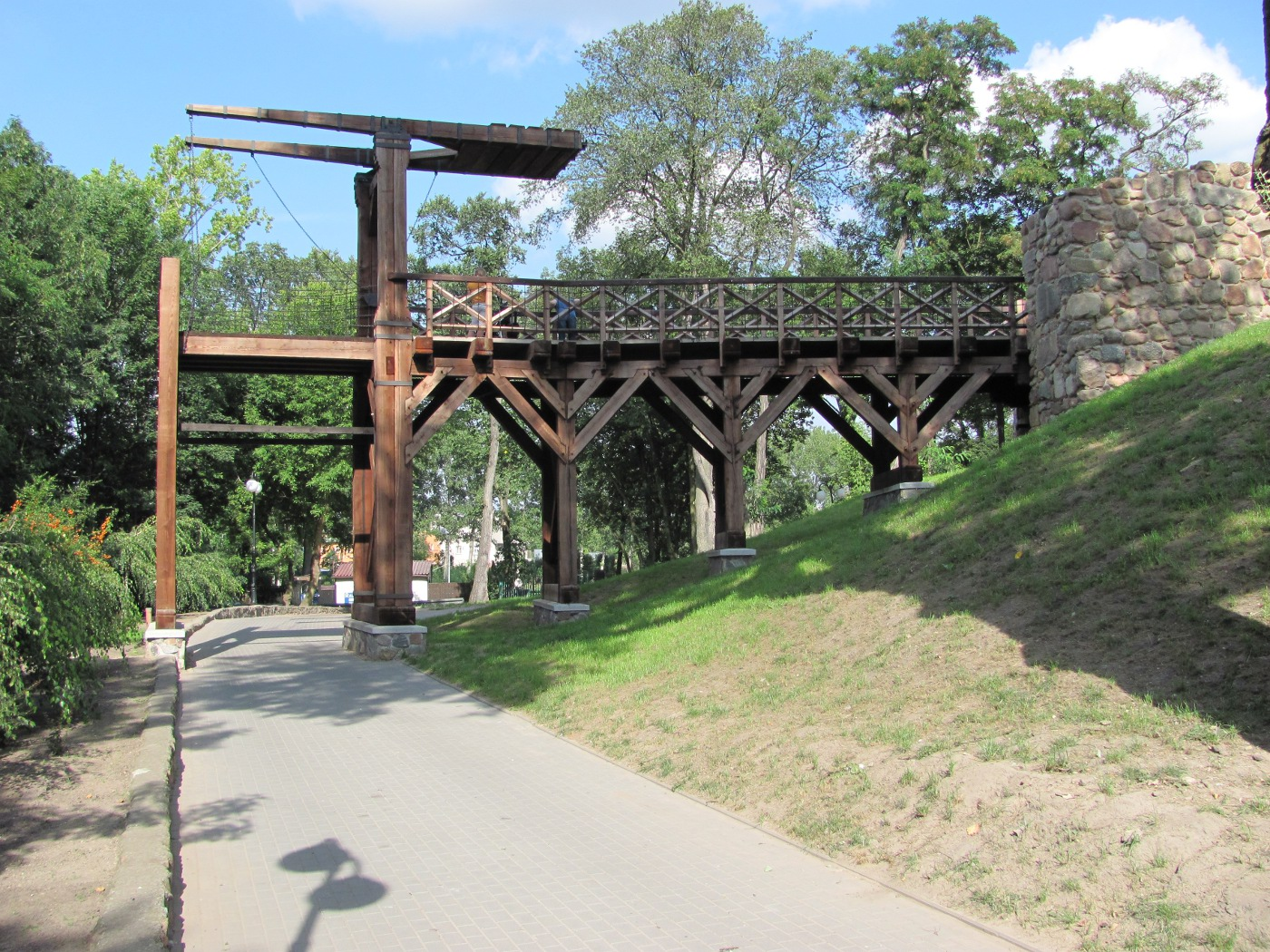
Zugbrücke, Burgruine

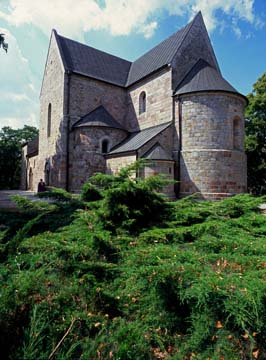
Basilica minor

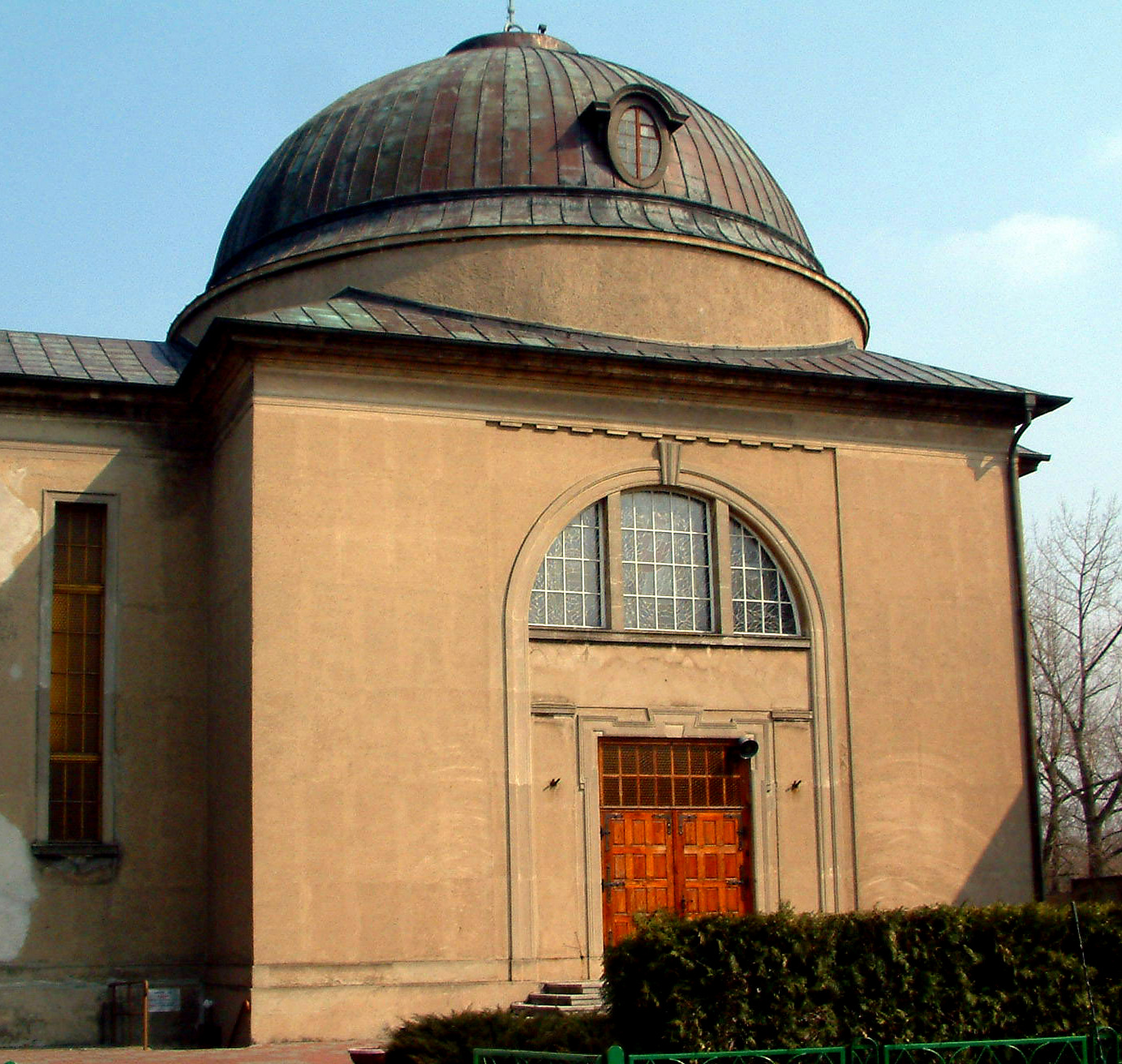
Kath. Kirche Hl. Teresa von Ávila

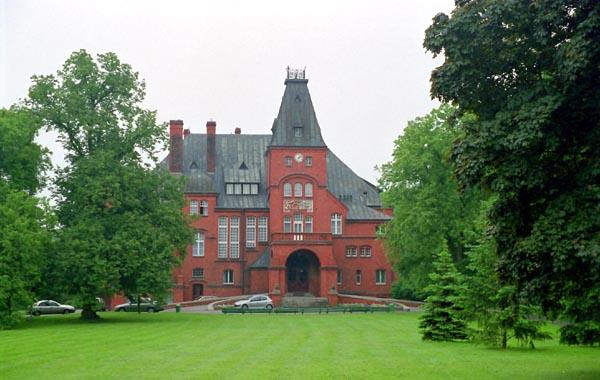
Pałac Kobylniki als Grand Hotel bei Kruszwica

Die ältesten Siedlungsspuren stammen aus der Jungsteinzeit (3900 – 1800 v. Chr.). Auf 500 v. Chr. wird eine Burg auf dem Ostrów Rzępowski (derzeit Półwysep Rzępowski) datiert. Die Besiedelung war durch die besonders fruchtbaren Böden, die natürlichen Ressourcen und die geographische Lage begünstigt. Die Entwicklung der Stadt wurde auch durch die Lage an der Bernsteinstraße und dem Weg von Großpolen in die Kiewer Rus begünstigt.
Im 8. und 9. Jahrhundert war die Stadt der Hauptort des Stammesstaates der Goplanen. Ende des 9. Jahrhunderts wurde es dem Staat der Polanen einverleibt, dessen Hauptburg sich in Gnesen befand.
An jene Ereignisse knüpft die später entstandene Sage von Popiel und den Mäusen an, die 1115/1116 erstmals von dem Chronisten Gallus Anonymus niedergeschrieben wurde. Die früh überlieferte, in Polen sehr populäre Sage erzählt, Popiel II., der Herzog von Polen, sei mit seiner Frau nach einem heimtückischen Mord um 840 auf den Mäuseturm des castrum Crusuicz am Gopłosee geflohen und dort von den Mäusen gefressen worden. Danach trat Piast als Nachfolger Popiels die Herrschaft über Polen an. Laut der aus dem 13. Jahrhundert stammenden Chronik von Großpolen war der Wagenbauer Piast Vater von Siemowit und Siemowit der Vater von Lestek, dessen Sohn wiederum Siemomysł war, der Vater Mieszkos I. – des ersten historischen Herrschers Polens.
Die wahrscheinlich wichtigste Burg der Goplanen war eine stark verteidigte Siedlung ca. 20 km südlich von Kruszwica. Sie wurde zusammen mit dem Stamm der Goplanen in den Stamm der Polanen eingegliedert. Deshalb entstand in Kruszwica während des 10. und 11. Jahrhunderts auch ein bedeutendes Siedlungszentrum mit einer Burg auf der Halbinsel, auf der die polnischen Fürsten und Könige residierten. Die Burg Kruszwica wurde beträchtlich ausgebaut. Der Ort dürfte auch ein bedeutender Markt gewesen sein, denn hier kreuzten sich wichtige Handelswege, die von der Oder nach Litauen und Ruthenien sowie von Kalisch nach Danzig führten. Kruszwica war auch ein bedeutendes Zentrum des Handwerks. Aus den dortigen Solen wurde Siedesalz gewonnen. Auf das polnische Wort kruszwy (Salzblöcke) wird auch der Name der Stadt zurückgeführt.
Die Entwicklung der Ortschaft wurde 1096 stark beeinträchtigt, als die stadtähnliche Siedlung in der Regierungszeit des Seniorherzogs Władysław I. Herman dessen rebellierendem Sohn Zbigniew Zuflucht gewährte, woraufhin der Seniorherzog sie schließlich niederbrennen ließ. Im 12. und 13. Jahrhundert erstand sie jedoch wieder und hatte nun mehr Einwohner als zuvor. Im Jahr 1133 findet sich der Name Cruciuis und 1193 Crusvicia. 1149 fand hier eine Zusammenkunft mit Markgraf Albrecht der Bär, Otto I. (Bayern) und anderen Fürsten statt. Im Jahr 1157 führte Kaiser Barbarossa ein deutsches Heer in diese Gegend und bis nach Kruschwitz, wo ihm der Polenherzog eine Unterwerfungsbezeugung erwies.
Bis zur Mitte des 12. Jahrhunderts war der Ort Sitz der Bischöfe von Kujawien.
Seit Ende des 12. Jahrhunderts war die Burg Kruszwica Sitz des Kastellan von Kruszwica. Er errichtete schon wenig später in Kruszwica den Stift St. Peter und Paul sowie die Burgkirche St. Wita. Im 12. Jahrhundert entstanden auch noch weitere Kirchenbauten, u. a. das Hospital St. Godehard von Hildesheim. Während dieser Zeit soll Kruszwica auch Bischofssitz des Bistums Włocławek gewesen sein. Unter Bolesław III. Schiefmund und Bolesław IV. erfuhr Kruszwica einen weiteren Aufschwung.
Im Juni 1230 überließ Konrad von Masowien dem Deutschen Orden im Vertrag von Kruschwitz das benachbarte Kulmerland als Lehen oder Schenkung und überließ ihm alle Ansprüche auf das nördlich daran anschließende Land der Prußen.
1268 überließ Herzog Siemomysław von Kujawien die Burg dem Herzog Bolesław VI. der Fromme. Dieser ließ 1271 die Burg erneut niederbrennen, in der Besorgnis, die Pommern könnten sich hier festsetzen. 1332 wurde die Burg vom Deutschen Orden erobert und für fünf Jahre besetzt.
Von 1350 bis 1355 baute König Kazimir der Große das große Schloss (mit „Mäuseturm“) als Sitz des Kastellans und Starosten. Um die Mitte des 13. Jahrhunderts wurde an der Kruschwitzer Brücke ein Zoll erhoben. Nach Kasimirs Ableben gehörte die Burg von 1370 bis 1377 dem Pommernfürsten Kasimir IV. von Pommern-Stolp; als dieser am 2. Januar 1377 an einer Wunde starb, fiel die Burg wieder an die polnische Krone. 1383 nahm der masowische Palatin Abraham Szocha den Ort ein; Kruschwitz ging danach vermutlich in seinen Lehnsbesitz über. 1422 erhielt Kruszwica das Stadtrecht durch König Władysław II. Jagiełło.
Die von den Bürgern als „Schwedische Sintflut“ erfahrenen schwedischen Überfälle im Zweiten Nordischen Krieg zwischen 1655 und 1657 stürzten Kruszwica in den Ruin. Das große Schloss wurde zusammen mit der Stadt vollständig niedergebrannt.
Seit dem 5. August 1772 gehörte die Stadt infolge der Teilungen Polens zum Königreich Preußen und hieß Kruschwitz. Bis zu diesem Zeitpunkt saß ein Burgstarost auf der Burg. Um 1783 standen in der einst bedeutenden Stadt nur noch elf Häuser, in denen 74 Personen lebten. Ein erneuter Aufstieg setzte erst Ende des 19. Jahrhunderts ein, als hier eine Zuckerfabrik (1880), eine Eisenbahnlinie (1889) und eine Reihe kleinerer Betriebe vorhanden waren. In diese Zeit fiel auch der Bau des Bromberger Kanals, der den Schiffsverkehr auf der Netze förderte. 
Bis 1919 gehörte Kruschwitz zum Landkreis Strelno im Regierungsbezirk Bromberg der preußischen Provinz Posen im Deutschen Reich. 
Nach dem Ersten Weltkrieg wurde die Region mit der Stadt aufgrund der Bestimmungen des Versailler Vertrags am 10. Januar 1920 an Polen zurückgegeben. Während der Jahre 1920 bis 1939 wurde in Kruszwica stark in die Ernährungs- und Agrarindustrie investiert. 
Nach dem Überfall auf Polen 1939 durch die deutsche Wehrmacht wurde die Region völkerrechtswidrig in das Deutsche Reich eingegliedert. Die Stadt gehörte bis 1945 zum Reichsgau Wartheland. Gegen Ende des Zweiten Weltkriegs wurde die Region im Frühjahr 1945 von der Roten Armee erobert und kurz danach von der Sowjetunion der Volksrepublik Polen zur Verwaltung überlassen. In der Folgezeit wurde der deutschsprachige Bevölkerungsanteil von der örtlichen polnischen Verwaltungsbehörde aus Kruschwitz vertrieben.
In den Jahren 1952 bis 1956 wurde der bedeutendste Industriebetrieb errichtet, die Kujawischen Fettindustriewerke (Kujawskie Zakłady Przemysłu Tłuszczowego), eine der größten Margarinefabriken in Polen.
Im Juni 1960 fanden in Kruszwica die landesweiten Feierlichkeiten zum 1.000-jährigen Jubiläum der Gründung des ersten polnischen Staates statt. Eine Verwaltungsreform gliederte Kruszwica danach der Woiwodschaft Bydgoszcz zu. Seit 1999 ist sie Teil der Woiwodschaft Kujawien-Pommern.

## Demographie
| Jahr | Einwohner | Anmerkungen |
| ---- | --------- | --- |
| 1772 | 079       | kleinste Stadt des gesamten Preußischen Staats, mit jetzt nur 14 Häusern |
| 1783 | 074       | Stadt, Einwohner sind Polen |
| 1788 | 079       | alte Stadt, jetzt mit nur 13 Häusern, außer dem Wohnhaus des Scharfrichters |
| 1802 | 0134      | Stadt |
| 1816 | 0147      | davon 18 Evangelische, 122 Katholiken und sieben Juden; nach anderen Angaben 25 Feuerstellen und 135 Einwohner, außerdem am Dom zehn Geistliche                                                                         |
| 1821 | 0206      | in 24 Privatwohnhäusern |
| 1826 | 0250      | kleinstes Städtchen der Preußischen Monarchie, mit einer katholischen Kirche und 22 Häusern, Einwohner sind Ackerbürger                                                                                                 |
| 1837 | 0306      | [ 2 ] |
| 1843 | 0386      | [ 2 ] |
| 1852 | 0562      | Stadt |
| 1858 | 0591      | [ 2 ] |
| 1861 | 0639      | [ 2 ] |
| 1867 | 0710      | Stadtgemeinde, am 3. Dezember |
| 1871 | 0683      | Stadtgemeinde, davon 270 Evangelische, 334 Katholiken und 79 Juden |
| 1885 | 1606      | am 1. Dezember, davon 496 Evangelische, 1048 Katholiken und 62 Juden |
| 1900 | 2834      | meist Katholiken |
| 1905 | 2937      | am 1. Dezember, darunter 587 mit deutscher Muttersprache (517 Evangelische, 70 Katholiken), 2243 mit polnischer Muttersprache (vier Evangelische, 2239 Katholiken) und 91 Juden                                         |
| 1910 | 3215      | am 1. Dezember, davon 650 mit deutscher Muttersprache (533 Evangelische, 41 Katholiken, 22 sonstige Christen oder Andersgläubige und 54 Juden) und 2585 mit polnischer Muttersprache (21 Evangelische, 2564 Katholiken) |

Im Jahr 2014 hatte die Stadt 9070 Einwohner.
1772 war Kruszwica mit 79 Einwohnern die damals kleinste Stadt im Königreich Preußen.

## Gemeinde
Zur Stadt-und-Land-Gemeinde (gmina miejsko-wiejska) Kruszwica gehören die Stadt selbst und 30 Dörfer mit Schulzenämtern.

## Kultur und Sehenswürdigkeiten
- Stadtzentrum am westlichen Ufer des Goplosees. Die Bebauung des Marktes und der benachbarten Straßen stammt aus dem 19. und 20. Jahrhundert
- Mäuseturm, ein Überbleibsel des großen, von den Schweden zerstörten Schlosses. König Kazimierz Wielki hatte es Mitte des 15. Jahrhunderts zusammen mit dem Mäuseturm hier als Sitz des Kastellan und Starosten von Kruszwica errichten lassen. Vom Mäuseturm erhält man einen herrlichem Ausblick über die Stadt und den Gopło. Im Mäuseturm zeigt eine Ständige Ausstellung die Stadtgeschichte von Kruszwica
- Die romanische Stiftsbasilika St. Peter und Paul aus den Jahren 1120 bis 1140. Das dreischiffige Gotteshaus ist aus Granit- und Sandsteinquadern gebaut. Es heißt, dass es „Zeuge von neun Jahrhunderten“ ist. Die Kirche ist eine der ältesten Kirchen Polens, vermutlich die älteste überhaupt. Restauriert Mitte des 19. und 20. Jahrhunderts.
- Kath. Kirche Hl. Teresa von Ávila aus dem Jahr 1922 am Marktplatz
- Zuckerfabrikgebäude aus dem 19. Jahrhundert
- Spuren früher Besiedlung am südlichen Ende der Halbinsel Rzępowski
- Nadgoplański Park Tysiąclecia (1882,65 ha großes Naturschutzgebiet)

## Wirtschaft und Infrastruktur

### Verkehrsanbindung

#### Schienenverkehr
Durch die Stadt Kruszwica oder seine nahen Nachbarschaftsorte verlaufen folgende Bahnlinien:
- PKP-Bahnstrecke 231 Inowrocław Rąbinek–Mogilno, kein Personenverkehr mehr
- PKP-Bahnstrecke 131 Chorzów Batory–Tczew, nur noch Fernverkehr ohne Halt im Gemeindegebiet

#### Straßenverkehr
Durch die Stadt Kruszwica verlaufen folgende Bundesstraßen:
- Droga krajowa nr 62 Strzelno–Siemiatycze
- Droga wojewódzka nr 412 Kruszwica–Tupadły

#### Flugverkehr
Der Internationale Flughafen Poznań-Ławica ist der nächstgelegene Flughafen von Kruszwica aus.

## Persönlichkeiten
- Ewa Lewańska, Malerin
- Stanisław Makowski, Hauptmann der British Army und Soldat der französischen Widerstandsbewegung
- Jan Kasprowicz (1860–1926), polnischer Schriftsteller, Dichter, literarischer Übersetzer und Hochschullehrer
- Stanisław Przybyszewski (1868–1927), polnischer Schriftsteller, der zu Beginn seiner Laufbahn auf Deutsch schrieb
- Werner Liebau (1897–1970), deutscher Wirtschaftswissenschaftler und Hochschullehrer
- Janusz Drzewucki, polnischer Dichter, Literaturkritiker, Journalist, Herausgeber
- Juliusz Trzciński, polnischer Politiker, Minister im „Ersten Rat von Wincenty Witos“

## Sonstiges
Kruszwica taucht als Handlungsort bedeutender polnischer Literaturwerke auf bei:
- Juliusz Słowacki: Balladyna, Lilla Weneda, Król Duch
- Józef Ignacy Kraszewski: Stara Baśń
- Ignacy Krasicki:  Myszeida
- Jan Kasprowicz:  Sonety znad Gopła
- Władisław Bodnicki: Syn Popiela
- Stanisław Helsztyński: Zmierzch Popielitów
- Julian Ursyn Niemcewicz: Śpiewy historyczne
- Wincenty Pol: Gopło
- Czesław Miłosz: Król Popiel
- Janusz Drzewucki: die Gedichte Ulica Kolegiacka w Kruszwicy; Powrót do Kruszwicy; Kruszwica, lipiec, pełnia życia; Widok z Mysiej Wieży